# Grammatorcynus
Grammatorcynus è un genere di pesci ossei marini appartenenti alla famiglia Scombridae.

## Distribuzione e habitat
L'areale del genere è limitato alle regioni tropicali dell'Oceano Indiano e delle parti più occidentali dell'Oceano pacifico. Hanno abitudini pelagiche ma frequentano quasi esclusivamente le acque vicino alle coste, soprattutto nei pressi delle barriere coralline.

## Specie
- Grammatorcynus bicarinatus
- Grammatorcynus bilineatus[1]